# Ephemerella hispida
Ephemerella hispida is een haft uit de familie Ephemerellidae. De wetenschappelijke naam van de soort is voor het eerst geldig gepubliceerd in 1965 door Allen & Edmunds.
De soort komt voor in het Nearctisch gebied.